# Villa Igiea
La Villa Igiea est un hôtel 5 étoiles historique à Palerme.
Sa position est particulière, il est situé au-dessus du port d'Acquasanta dans le quartier éponyme, et est protégé derrière lui par le mont Pellegrino qui le surplombe. Surélevée au-dessus de la côte naturelle, la vue sur la mer est libre sur plusieurs kilomètres. Il est également situé à une courte distance d'un autre bâtiment Art nouveau construit par la famille Florio, le Tonnara Florio.

## Historique
Le bâtiment est initialement conçu comme une villa privée. L'amiral anglais Cecil Domville la fait construire à la fin du XIXe siècle dans un style néogothique, dans le quartier balnéaire palermitain d'Acquasanta.
La villa est ensuite achetée par la famille Florio et Ignazio Florio lui donne le nom de sa fille Igiea. Ce dernier souhaite en faire un sanatorium suivant les théories du professeur Vincenzo Cervello sur l'utilité de l'air marin dans le traitement de la tuberculose. Il confie une restructuration profonde dans l'esprit de la Belle Époque à l'architecte Ernesto Basile, au peintre Ettore De Maria Bergler, et à Vittorio Ducrot pour le mobilier. 
Les vertus de l'air marin n'étant finalement pas démontré, le bâtiment est transformé en hôtel de luxe, attirant jusqu'à la Première Guerre mondiale dans ses salles de jeux et de bal les grands noms du tourisme international et devenant le symbole de la Belle Époque à Palerme.
Avec le déclin de la famille Florio, la villa est ensuite utilisée comme hôpital puis acquis par la Banco di Sicilia qui gère, à travers la SGAS, plusieurs palaces siciliens (Grand Hotel et des Palmes, San Domenico de Taormine et l’Excelsior de Catania).
Après son abdication le 27 septembre 1922, le roi Constantin Ier de Grèce séjourne plusieurs mois à la villa Igiea, où il meurt le 11 janvier 1923.
Le groupe Acqua Marcia acquiert la Villa Igiea et les autres hôtels de Banco di Sicilia à la fin des années 1990. Il la remet en vente en 2015. Elle est rachetée par le groupe Rocco Forte Hotels en 2019, et rouvre en 2020.

## Hôtel
L'hôtel, l'un des plus luxueux de l'île, dispose de 122 chambres dont 12 suites. Au fil des ans, il a accueilli les principales personnalités qui ont visité la ville ainsi que de nombreuses équipes de football.

Vues de l'hôtel
Détail d'un salon.
Ruines d'un temple avec piscine.